# Plaza de Castilla (Madrid)
La plaza de Castilla es una gran plaza situada al norte de la ciudad de Madrid (España) en el distrito de Chamartín. Está atravesada por el tramo final del paseo de la Castellana, una de las principales arterias de la capital, y constituye el centro neurálgico del barrio de Castilla. 
En la plaza de Castilla confluyen calles y avenidas como las calle de Bravo Murillo, Mateo Inurria, Agustín de Foxá (que lleva a la estación de Chamartín) o la avenida de Asturias (entre la plaza y el barrio del Pilar), y el paseo de la Castellana, cuyos carriles centrales pasan por debajo de la plaza a través de un túnel, quedando los laterales para acceder a ella.

## Rascacielos
Cuenta con dos de las estructuras más altas de Madrid, que son su principal atractivo: el par de edificios denominado Puerta de Europa, de más de 100 metros y casi 30 plantas, también conocidos coloquialmente como Torres Kío. Son visibles desde todo Madrid, y su principal particularidad es que son simétricas, estando cada una de ellas inclinadas 15° respecto a la vertical, ambas hacia el mismo lugar. Ocupan las posiciones 10 y 11 de los edificios más altos de Madrid, ya que ambos son de la misma altura, 114 m.
También está la Torre Castilla, de 24 plantas, en el extremo oeste de la plaza (de color azul y amarillo), y que ocupaba una posición entre los 50 y 80 rascacielos más altos de Madrid en 2006.

## Obeliscode Calatrava

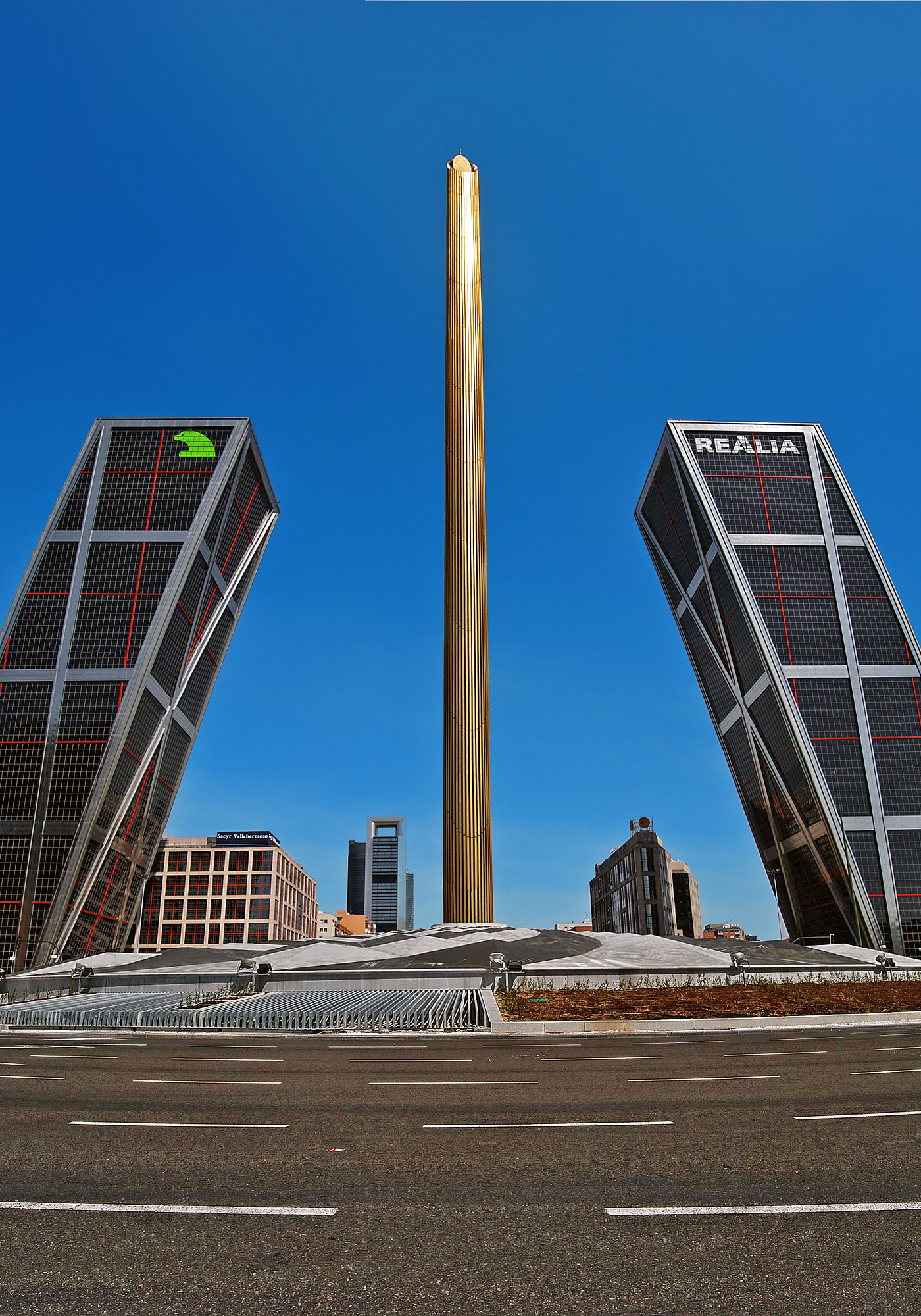
Obelisco de Calatrava visto desde el monumento a Calvo Sotelo. Detrás las torres de la Puerta de Europa y al fondo las torres del CTBA.

Este monumento diseñado por Santiago Calatrava fue una donación de Caja Madrid al pueblo madrileño con motivo de la celebración de su tricentenario. Es una llamativa columna dorada. El llamado Obelisco de la Caja es la primera obra del mencionado arquitecto, ingeniero y escultor valenciano en Madrid. Tiene 92 metros de altura y seis de diámetro. Se encuentra instalada en la zona sur de la plaza, y vista desde Cuzco aparece situada entre las dos torres inclinadas. Cuenta con un tubo de acero a lo largo del cual se integrarán doce anillos que girarán a su alrededor, dando exteriormente la impresión de movimiento ondular.
El proyecto fue lanzado en el 2004 pero debido a ciertos problemas técnicos como que debajo de la plaza confluyen varias líneas de metro y un túnel, ha habido que replantear la estructura hasta hallar la solución idónea. Las obras comenzaron en julio de 2008 y se estima que acabaron hacia septiembre del 2009.

## Monumento a Calvo Sotelo

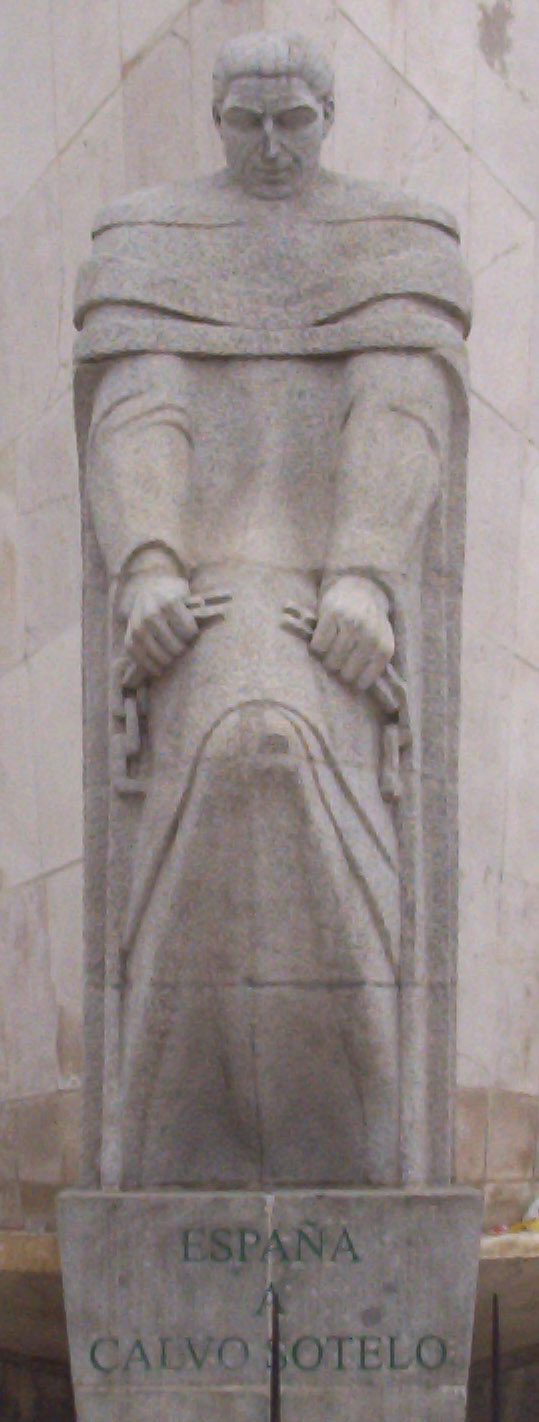
Detalle del monumento a Calvo Sotelo.

Desde 1960 figura en la plaza un monumento a José Calvo Sotelo (1893–1936). Es obra del arquitecto Manuel Manzano Monís y el escultor Carlos Ferreira. Este monumento se levantó en memoria de su asesinato, producido poco antes del inicio de la guerra civil española por militantes socialistas, lo que le llevó a ser considerado «protomártir de la Cruzada» por parte del régimen franquista.

## Transportes
Aparte de las vías urbanas mencionadas, la plaza es un nudo de comunicaciones por su estación de metro (cruce de tres líneas), la de autobuses interurbanos, y su proximidad a la estación de Chamartín, de donde parten trenes de Cercanías Renfe (es una de las más importantes estaciones de esta red) y de largo recorrido.
- Intercambiador de Autobuses Plaza de Castilla de Madrid Capital (No subterráneo)
- Intercambiador de Autobuses Plaza de Castilla de Madrid Provincia Zona Norte (Subterráneo)

## Otros puntos de interés

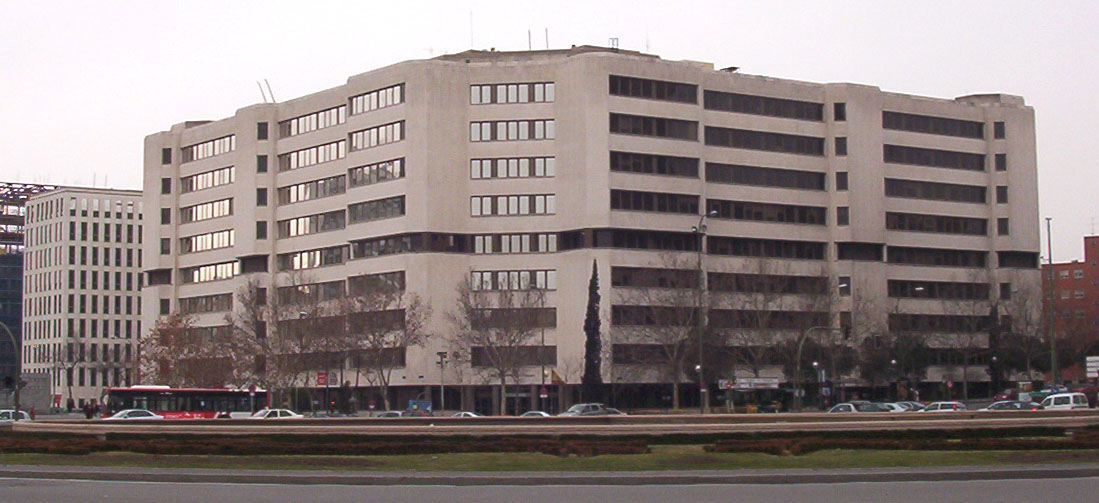
Juzgados de Plaza de Castilla.

Se encuentran en la plaza un parque público (el parque del Canal de Isabel II) y un centro de exposiciones temporales. Son el reciente nuevo uso que se ha dado a los antiguos terrenos e instalaciones del Canal de Isabel II. El depósito elevado de agua se ha conservado como construcción singular.
Otro edificio situado en la plaza es el de los juzgados de primera instancia, penal e instrucción, el edificio judicial más grande de Madrid.

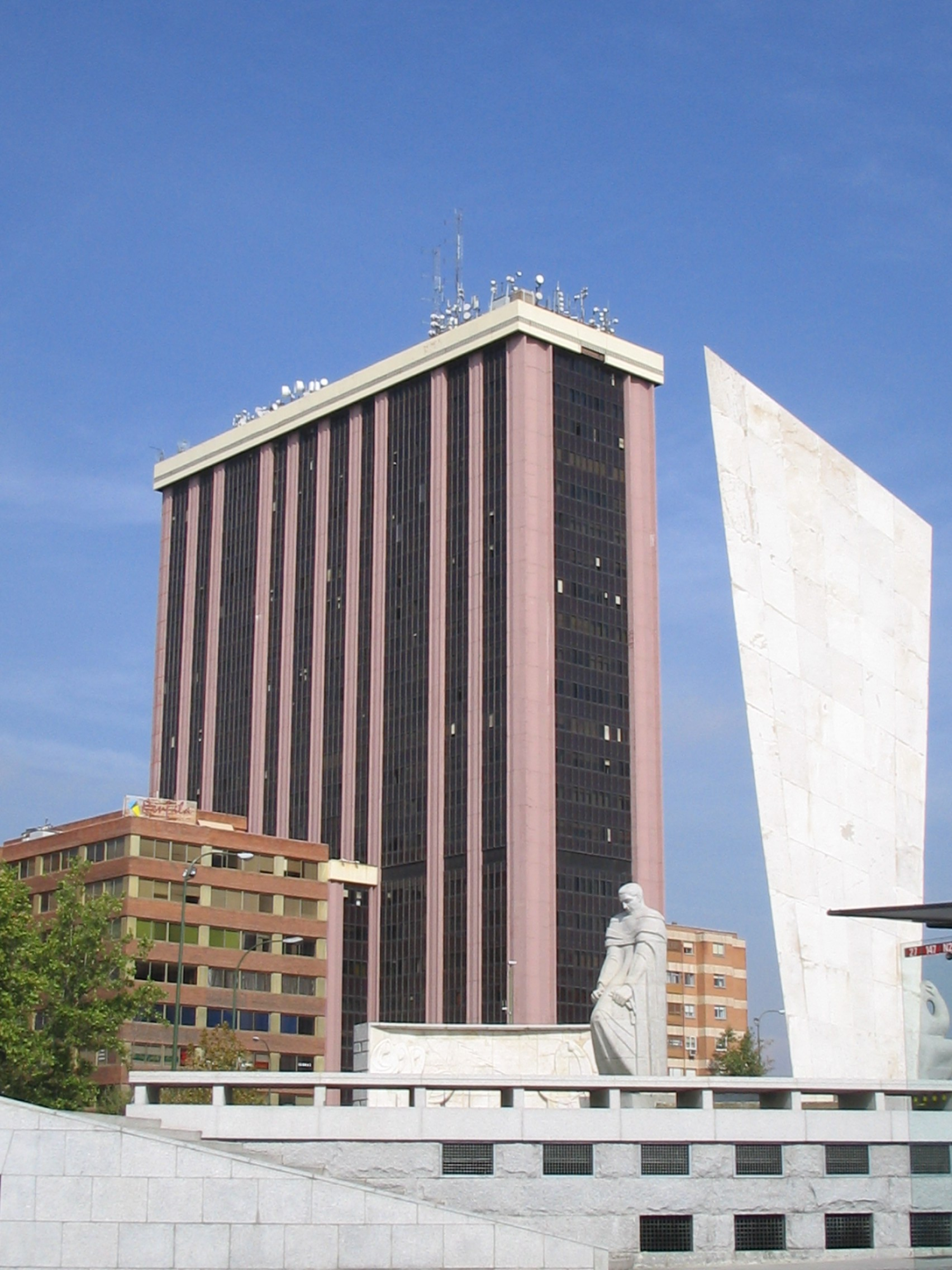
Torre Castilla.

Otros lugares cercanos son el Estadio Santiago Bernabéu, AZCA (la zona empresarial por excelencia de Madrid), el Hospital de La Paz, y el parque empresarial  Cuatro Torres Business Area.
Como ejemplo peculiar de la arquitectura popular de la posguerra, destacan, cerca de la plaza de Castilla y en frente del Hospital de la Paz, el conjunto de viviendas construidas para los empleados de la EMT y conocidas popularmente como Los Nichos, por su particular forma exterior.